# Огуро Масасі
Огуро Масасі (яп. 大黒 将志, нар. 4 травня 1980, Тойонака, префектура Осака) — японський футболіст.

## Виступи за збірну
2005 року дебютував в офіційних матчах у складі національної збірної Японії. Відтоді провів у формі головної команди країни 22 матчі.

## Статистика виступів
| Збірна Японії | Збірна Японії | Збірна Японії |
| Роки          | Ігри          | голи          |
| ------------- | ------------- | ------------- |
| 2005          | 15            | 5             |
| 2006          | 6             | 0             |
| 2007          | 0             | 0             |
| 2008          | 1             | 0             |
| Усього        | 22            | 5             |

## Титули і досягнення
- Клубні:
  - Чемпіон Японії: 2005
  - Володар Кубка банку Суруга: 2010

- Особисті:
  - у символічній збірній Джей-ліги: 2004